# 西川チェーン
西川が昭和35年に結成した日本最大の寝具のボランタリーチェーン組織。

## 沿革
- 1960年
  - 2月　ボランタリーチェーン研究会
    - 主要取引先で作る「西川会」の代表者を招き、チェーン結成の意図を表明。

  - 4月10日　第1回チェーン総会（熱海・富士屋ホテル）
    - 西川チェーン結成のための集いから設立総会となる。加盟212店。
- 1962年
  - チェーン青年部会発足
- 1964年
  - 婚礼寝具大会を全国展開
  - 「西川婚礼寝具展示即売会」の基礎となる
- 1968年
  - 西川チェーンリースシステム開始
- 1969年
  - 第10回チェーン総会
- 1971年
  - レディーサークル結成
  - 西川インテリアサークル結成
  - 第1回専門店委員会
- 1972年
  - 専門店共同仕入会
- 1973年
  - 第1回ショップ・イン・ショップ研究会
- 1979年
  - 第20回チェーン総会
- 1980年
  - 敬老の日キャンペーン
    - 「チェーン結成20周年記念」で100歳以上の長寿の方々に特性ファロンを贈呈
- 1987年
  - アメリカ東海岸小売業視察研修会
- 1989年
  - 第30回チェーン総会
- 1999年
  - 第40回チェーン総会
- 2009年
  - 第50回チェーン総会
- 2010年
  - 日本列島快眠計画